# 3688 Navajo
3688 Navajo eller 1981 FD är en asteroid i huvudbältet som upptäcktes den 30 mars 1981 av den amerikanske astronomen Edward L.G. Bowell vid Anderson Mesa Station. Den är uppkallad efter det nordamerikanska indianfolket Navajo.
Asteroiden har en diameter på ungefär 6 kilometer och den tillhör asteroidgruppen Griqua.